# Línea F09 (Santiago de Chile)
La Línea F09  de Red une el Metro Elisa Correa con el sector de Pie Andino, recorriendo avenidas importantes del sector norte y oriente de Puente Alto, tales como la Avenida Los Toros y la Avenida México.
Formó parte de la Unidad 7 de Red, operada por STP Santiago, correspondiéndole el color amarillo a sus buses. El 18 de marzo de 2023 el recorrido F09 es traspasado a la Unidad de Servicios 2 de Red operado por Buses Omega (Metropol) con los buses rojos.

## Flota
El servicio F09 es operado principalmente con máquinas de 12 metros, con chasís Mercedes Benz O500U carrozadas por Caio Induscar (Mondego H), los cuales tienen capacidad para 90 personas. En algunas ocasiones, opera con algunas Caio Foz y Caio Mondego H Mercedes Benz O500U BlueTec 5, adquiridas entre 2014 y 2016.

## Historia
La línea F09 fue concebida como una de las principales rutas del plan original de Transantiago. Su preponderancia aumenta al ser una línea que imita una parte del trazado de la línea 4 del Metro de Santiago, yendo del metro Elisa Correa hasta la altura del centro de Puente Alto hacia el oriente. El servicio en un comienzo llegaba hasta el metro estación Hospital Sotero del Río, modificándose posteriormente a la ruta actual.
A partir del 8 de julio de 2017, el servicio F09 dejó de circular las 24 horas del día debido a la baja demanda que presentaba en el horario nocturno.
Debido al Estallido social que provocó los destrozos de la estación Elisa Correa el recorrido F09 se extendió hacia la estación Salvador de la Línea 1 circulando por la Avenida Vicuña Mackenna hasta el 17 de noviembre de 2019, volviendo a su recorrido habitual debido a la reapertura de 3 estaciones del Metro de la línea 4 cambiando su trazado temporal hacia la estación Hospital Sótero del Río. Sin embargo ese recorrido se mantuvo hasta el 16 de septiembre de 2020 volviendo a su recorrido habitual tras la reapertura de la estación Elisa Correa de la Línea 4.

Desde el 8 de abril de 2023 el recorrido F09 se modificó su trayecto circulando por la calle Domingo Tocornal pasando por el sector de la estación del Metro Las Mercedes.

## Trazado

### F09 Elisa Correa - Pie Andino
| - Comuna de Puente Alto: - Doctor Eduardo Cordero - Tomé - Domingo Tocornal - Corredor Concha y Toro - Av. San Carlos - México - Av. Los Toros - Concha y Toro - Elisa Correa - Concha y Toro | - Comuna de Puente Alto: - Concha y Toro - Av. Los Toros - México - Av. San Carlos - Av. Concha y Toro - Av. Domingo Tocornal - Pie Andino |

## Puntos de Interés
- Metro Elisa Correa
- Villa Andes del Sur
- Colegio Merryland
- Villa Los Prados Tres
- Villa Futuro
- Villa Parque San Francisco
- Colegio Monte de Asís
- Condominio Monte Verde
- Super10 El Peñón
- Líder Express de México esq Las Nieves Oriente
- Plaza Cerrito Arriba
- Cerro La Ballena
- Metro Las Mercedes
- Villa el refugio